# Turn It Up (película)
Turn It Up es una película del año 2000 de acción estadounidense. Dirigida por Robert Adetuyi y protagonizada por Ja Rule, Pras, Faith Evans y Jason Statham. La película recaudó un total de $1.247.949 millones de dólares durante su corta exposición en los cines.

## Reparto
- Pras es Diamond.
- Ja Rule es David "Gage" Williams
- Faith Evans es Natalie.
- Jason Statham es Mr. B
- Tamala Jones es Kia.
- Vondie Curtis-Hall es Cliff.
- John Ralston es Mr. White
- Chris Messina es Baz.
- Eugene Clark es Marshall.
- Chang Tseng es Mr. Chang

## Producción
Turn It Up fue filmado en Toronto, Ontario, Canadá.